# Shut Up!
Shut Up! (ang. Stul pysk) - drugi singel z płyty Still Not Getting Any... kanadyjskiej grupy Simple Plan.

## Lista utworów
1. "Shut Up!"
2. "Welcome to My Life" (Acoustic)
3. "I'd Do Anything" (Live)